# Джон Собел
Джон Собел (англ. John Sobel; нар. 15 лютого 1964) — колишній американський тенісист.
Найвищу одиночну позицію світового рейтингу — 307 місце досяг 9 липня 1990, парну — 107 місце — 10 лютого 1992 року.
Здобув 1 парний титул.

## Фінали турнірів ATP за кар'єру

### Парний розряд: 1 (1 перемога)
| Легенда                         |
| ------------------------------- |
| Турніри Великого шлема (0–0)    |
| Фінали Світового туру ATP (0–0) |
| Серія Мастерс ATP (0–0)         |
| Серія турнірів ATP (0–0)        |
| Світова серія ATP (1–0)         |

| Фінали за покриттям |
| ------------------- |
| Тверде (0–0)        |
| Ґрунт (1–0)         |
| Трава (0–0)         |
| Килим (0–0)         |

| Фінали за типом корту |
| --------------------- |
| Відкритий корт (1–0)  |
| Закритий корт (0–0)   |

| Результат | В-П | Дата     | Турнір           | Рівень        | Покриття | Партнер         | Суперники                    | Рахунок       |
| --------- | --- | -------- | ---------------- | ------------- | -------- | --------------- | ---------------------------- | ------------- |
| Перемога  | 1–0 | Лют 1992 | Масейо, Бразилія | Світова серія | Ґрунт    | Габріель Маркус | Рікардо Асіолі Мауру Менезіс | 6–4, 1–6, 7–5 |

## Фінали ATP Челленджер і ITF Ф'ючерс

### Парний розряд: 3 (2–1)
| Легенда              |
| -------------------- |
| ATP Челленджер (2–1) |
| ITF Ф'ючерс (0–0)    |

| Фінали за покриттям |
| ------------------- |
| Тверде (1–0)        |
| Ґрунт (1–1)         |
| Трава (0–0)         |
| Килим (0–0)         |

| Результат | В-П | Дата     | Турнір             | Рівень     | Покриття | Партнер         | Суперники                | Рахунок       |
| --------- | --- | -------- | ------------------ | ---------- | -------- | --------------- | ------------------------ | ------------- |
| Перемога  | 1-0 | Лис 1988 | Гуанчжоу, КНР      | Челленджер | Тверде   | Стів Девріс     | Джо Расселл Ендрю Спрул  | 7–6, 4–6, 6–4 |
| Перемога  | 2-0 | Лип 1989 | Chicoutimi, Канада | Челленджер | Ґрунт    | Говард Енделмен | Карстен Браш Віллі Оттен | 3–6, 6–4, 6–4 |
| Поразка   | 2-1 | Сер 1991 | Пескара, Італія    | Челленджер | Ґрунт    | Юган Донар      | Йозеф Чігак Томаш Анзарі | 3–6, 4–6      |